# Wiktorija Dema
Wiktorija Dema (ukrainisch Вікторія Дема, wiss. Transliteration Viktoriia Dema, internationale englische Schreibweise Viktoriia Dema; * 6. November 2000) ist eine ukrainische Tennisspielerin.

## Karriere
Dema spielt hauptsächlich Turniere auf der ITF Women’s World Tennis Tour, bei der sie bislang drei Titel im Einzel und vier im Doppel gewann.
2018 gewann Dema das J1 Villena im Damendoppel zusammen mit ihrer Partnerin Awelina Sayfetdinowa. Bei den Olympischen Jugend-Sommerspielen erreichte sie im Einzel das Achtelfinale, im Doppel zusammen mit Partnerin Marharyta Bilokin das Viertelfinale während sie im Mixed mit Partner Adrian Andreew bereits in der ersten Runde ausschied. Im Wimbledon erreichte sie im Juniorinneneinzel das Viertelfinale.

## Turniersiege

### Einzel
| Nr. | Datum            | Turnier | Kategorie   | Belag | Finalgegnerin         | Ergebnis      |
| --- | ---------------- | ------- | ----------- | ----- | --------------------- | ------------- |
| 1.  | 9. Dezember 2018 | Kairo   | ITF $15.000 | Sand  | Cristina Ene          | 6:2, 7:5      |
| 2.  | 3. Februar 2019  | Antalya | ITF W15     | Sand  | Daniela Vismane       | 4:6 6:3, 6:3  |
| 3.  | 17. März 2019    | Antalya | ITF W15     | Sand  | Maryna Tschernyschowa | 4:6, 6:2, 6:1 |

### Doppel
| Nr. | Datum            | Turnier             | Kategorie   | Belag     | Partnerin                | Finalgegnerinnen                    | Ergebnis          |
| --- | ---------------- | ------------------- | ----------- | --------- | ------------------------ | ----------------------------------- | ----------------- |
| 1.  | 8. Dezember 2018 | Kairo               | ITF $15.000 | Sand      | Minami Akiyama           | Sandra Samir Anastassija Schoschyna | 6:2, 6:72, [10:6] |
| 2.  | 9. März 2019     | Antalya             | ITF W15     | Sand      | Elena Milovanović        | Enola Chiesa Valentina Losciale     | 6:4, 6:3          |
| 3.  | 17. Oktober 2020 | Scharm asch-Schaich | ITF W15     | Hartplatz | Martyna Kubka            | Emily Arbuthnott Freya Christie     | 6:4, 6:3          |
| 4.  | 10. Juli 2021    | Prokuplje           | ITF W15     | Sand      | Karola Patricia Bejenaru | Fernanda Labraña Anna Turati        | ohne Spiel        |